# René Jacques Lévy
Pour les articles homonymes, voir Levy.
René Jacques Lévy, né le 7 juillet 1875 à Nancy et mort le 15 avril 1912 dans le naufrage du Titanic, est un chimiste français, auteur de plusieurs brevets exploités par la société Air liquide.

## Biographie
Fils de Nepthalie Lévy, marchand d'antiquités, et d'Henriette Dreyfus, son épouse, René Jacques Lévy naît en 1875 à Nancy. Diplômé de l'École nationale supérieure des industries chimiques en 1896, il s'installe l'année suivante à Manchester où il travaille à la Clayton Aniline Company (en) dont son oncle Charles Dreyfus (en) est directeur. En 1902, il invente avec André Helbronner un procédé permettant de fabriquer de l'air liquide de manière industrielle, dont les droits sont rachetés par la société Air liquide. Il rejoint alors cette dernière et travaille dans ses bureaux de Boulogne-sur-Seine. Plusieurs de ses brevets sont exploités par la société,,,,.
En 1903, il se marie à Paris avec Jeanne Royer avec qui il aura trois filles, Simone en 1904, Andrée en 1906 et Yvette en 1909.
Après avoir dirigé la succursale anglaise d'Air liquide à Londres, il est envoyé en 1910 au Canada par le président de la société, Paul Delorme, pour créer et diriger une filiale dans la banlieue de Montréal.
En mars 1912, il se rend à Paris pour assister à un enterrement et prévoit de retourner au Canada par le France le 20 avril, mais il échange son billet pour rentrer dix jours plus tôt à bord du Titanic,,.
La Royal Society of Chemistry lui rend honneur en 2012,,, à l'occasion de la commémoration des cent ans du naufrage du Titanic.